# 魚洞駅
魚洞駅（ぎょどう-えき、簡体字: 鱼洞站）は、中華人民共和国重慶市巴南区にある重慶軌道交通2号線と3号線の駅である。 駅番号は2/24と3/01。
2号線は終点駅、3号線は起点駅である。

## 歴史
- 2012年12月28日 3号線開業

- 2014年12月30日 2号線開業

## 駅構造
両路線とも1面2線の島式ホームである。
| 至較場口 | ←      | 2/25 | ← |            |
|          | ホーム |      |   |            |
|          | →      | 2/25 | → | 引き上げ線 |

| 引き上げ線 | ←      | 3/01 | ← |            |
|            | ホーム |      |   |            |
|            | →      | 3/01 | → | 至江北機場 |

## 隣駅
| 重慶軌道交通2号線 | 重慶軌道交通2号線 | 重慶軌道交通2号線         |
| ----------------- | ----------------- | ------------------------- |
| 大江 較場口方面   |                   | 終点駅                    |
| 重慶軌道交通3号線 |                   |                           |
| 起点駅            |                   | 金竹 江北機場T2航站楼方面 |